# Jan Kuna

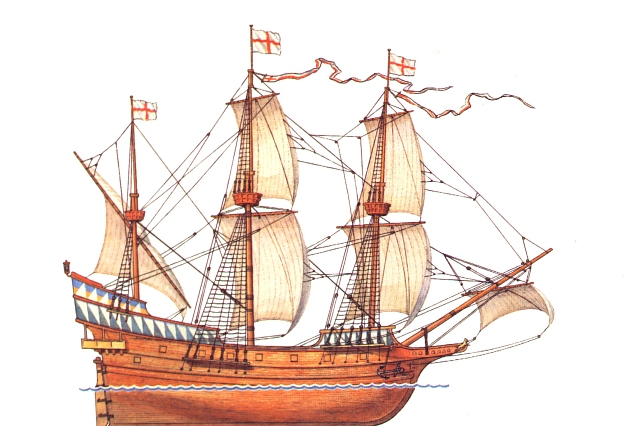
Galeona jedná z možných podob korzárova Zefýru

Jan Kuna, řečený Marten nebo také de Marten (1559 – 24. února 1599) je fiktivní postava gdaňského korzára v anglických, francouzských a polských službách. Jedná se o hrdinu knih polského spisovatele Janusze Meissnera.

## Životopis hrdiny
Narodil se okolo roku 1559 v Gdaňsku v rodině korzára Mikuláše Kuny. Dětství strávil u otce, nejprve na korze Černý gryf, později na fregatě Zefýr. Po konfliktu se členem gdaňského senátu Siegfriedem Wedeckem musel spolu s otcem opustit rodné město. Z Wedeckeho iniciativy byl nejprve zavražděn jeho bratr Karel a posléze i jeho matka Katarina, roz. Skórzankowa. Bratr Karel byl poddůstojníkem na válečné lodi polského krále Štěpána Báthoryho. Byl neprávem obviněn z loupeže a odsouzen k trestu smrti. Matka Katarina, byla obviněna z čarodějnictví a odsouzena k upálení. Po těchto událostech roku 1568 spolu s otcem Mikulášem uprchli z Gdaňsku i z Polska, po dramatické plavbě přes Skagerak se dostali do Nizozemska, kde získali azyl a působili zde opět jako korzáři. Po smrti otce (1577) ve věku 18 let převzal velení na Zefýru. Po přímluvě anglického korzára Solomona Whitea získal korzárský patent od anglické královny Alžběty I.
Jeho kariéra korzára počala okamžikem, kdy zajal jednoho z největších anglických korzárů Francise Drakea. Při bitvě s portugalskou lodí byl vysvobozen jeho pozdější blízký přítel a společník Richard de Belmont, francouzský korzár v anglických službách, později také diplomat. Z jeho návodu se vypravil do Karibského moře, kde začal válku s novým nepřítelem, admirálem Blasco de Ramirezem, který zničil korzárský přístav v Amaze, pravděpodobně nedaleko dnešního Houstonu v Texasu.
Po návratu z výpravy, jež mu přinesla ohromné bohatství získaného vydrancováním několika přístavů v Americe se usadil v Greenwichi. Poté, kdy utratil během 5 let veškerý majetek se musel z finančních důvodů opět vrátit ke korzárskému řemeslu. Účastnil se zničení Armady (1588) i anglické výpravy na Cádiz (1596). Po dobytí města nalezl i nepřítele Blasco de Ramireze, kterého pokořil, ale neusmrtil. Získal přízeň jeho snoubenky Maríe Franciscy de Vizella, kterou již předtím věznil na své lodi (a také před cca 16 lety věznil i její matku, doňu Franciscu de Vizella). V té době také přešel do služeb francouzského krále Jindřicha IV. i na radu Richarda de Belmonta. Nešťastné příhody ve Francii (zabití jednoho z dvořanů a nedovolené přepadení španělské lodi po uzavření příměří se Španělskem) ho donutily k opuštění Francie a návratu do Gdaňska (1598), kde vstoupil do služeb polského krále Zikmunda III. Účastnil se kalmarské bitvy (1598), kde však jeho loď byla vážně poškozena.
Nakonec byl v inscenovaném procesu odsouzen k trestu smrti a 24. února 1599 byl sťat. Loď Zefýr měla být vydražena, ale v noci před dražbou na ní vypukl požár, který se nepodařilo uhasit. Požár pravděpodobně založil jeden z Martenových věrných námořníků Hermann Stauffl. María Francisca de Vizella se provdala za polského kavalíra Stanislawa Opackého.
Námořníci na Zefýru :
Percy Burnes - bocman na Zefýru, pocházel z Hastingsu. Znám nechutí k mytí a výrazným hlasem. Zapříčinil smrt Leonarda Tessariho.
Stefan Grabiński - první důstojník na Zefýru ve třetím dílu, syn Jadwigy Grabińské a Jana z Grabiny, korzára Štěpána Báthoryho. Byl zastřelen v Gdaňsku Gotthardem Wedeckem.
Marcin Knoch, řečený Klops - bocman, po smrti Tessariho se stal starším bocmanem.
Tomasz Pociecha - hlavní bocman, velitel dělostřelwctva, zahynul během kalmarské bitvy zbloudilou kulí.
Hermann Stauffl - lodní tesař, proslulý vrháním nožů. Zahynul při zapálení Zefýru, jeho tělo bylo objeveno v řece Motlawě o několik týdnů později.
Leonardo Tessari - Ital, starší bocman na Zefýru. Učitel a přítel Stefana Grabińského. Během kalmarské bitvy zapálil nepřátelskou loď, sám při tom zahynul i díky Percymu Burnsovi, který ho mohl zachránit, ale neučinil tak (přeťal provaz, na kterém visel přes palubu).
Broer Worst - Nizozemec, jako jediný po smrti Martena nezůstal v Gdaňsku, ale vrátil se do rodného Rotterdamu.
Henryk Schultz - nejprve poddůstojník na Zefýru, později vážený obchodník, který chtěl za každou cenu získat od Martena Zefýr. Díky jeho intrice odkryl Blasco de Ramirez skrytý přístav Amaha a vypálil ho. Později zradil Martena gdaňskému senátu. Nezískal však ani Zefýr, ani Martenovu milenku Maríu Franciscu de Vizella.

Zefýr byl postaven v Elblagu v loděnici Vincenta Skóry v roce 1570.